# Die Rosenheim-Cops
 Die Rosenheim-Cops  è una serie televisiva tedesca di genere poliziesco, prodotta dal 2002 dalla ZDF Tra gli interpreti principali, figurano Josef Hanneschläger, Markus Böker, Tom Mikulla, Igor Jeftić, Karin Thaler, Marisa Burger, Max Müller, Alexander Duda, Christian K. Schaeffer e Diana Staehly.
La serie, che rappresenta un crossover di Squadra speciale Lipsia (SOKO Leipzig), viene trasmessa dall'emittente ZDF. Il primo episodio, intitolato Der Tote am See, fu trasmesso in prima visione il 9 gennaio 2002.

## Descrizione
Protagonisti sono inizialmente due poliziotti di Rosenheim (Baviera), Korbinian Hofer e Ulrich Satori, spesso in aperto contrasto tra loro per via dei loro caratteri differenti.
In seguito Satori, viene trasferito a Monaco e sostituito dal Commissario Capo Lind, che a sua volta lascerà Rosenheim per trasferirsi ad Amburgo.

## Produzione e backstage
La serie è girata a Monaco di Baviera.

## Episodi
| Stagione                 | Episodi | Prima TV Germania | Prima TV Italia |
| ------------------------ | ------- | ----------------- | --------------- |
| Prima stagione           | 12      | 2002              | inedita         |
| Seconda stagione         | 15      | 2003              | inedita         |
| Terza stagione           | 7       | 2004              | inedita         |
| Quarta stagione          | 20      | 2005              | inedita         |
| Quinta stagione          | 22      | 2005-2006         | inedita         |
| Sesta stagione           | 20      | 2006-2007         | inedita         |
| Settima stagione         | 30      | 2007-2008         | inedita         |
| Ottava stagione          | 28      | 2008-2009         | inedita         |
| Nona stagione            | 30      | 2009-2010         | inedita         |
| Decima stagione          | 28      | 2010-2011         | inedita         |
| Undicesima stagione      | 30      | 2011-2012         | inedita         |
| Dodicesima stagione      | 24      | 2012-2013         | inedita         |
| Tredicesima stagione     | 26      | 2013-2014         | inedita         |
| Quattordicesima stagione | 27      | 2014-2015         | inedita         |
| Quindicesima stagione    | 31      | 2015-2016         | inedita         |
| Sedicesima stagione      | 30      | 2016-2017         | inedita         |
| Diciassettesima stagione | 24      | 2017-2018         | inedita         |
| Diciottesima stagione    | 25      | 2018-2019         | inedita         |
| Diciannovesima stagione  | 27      | 2019-2020         | inedita         |
| Ventesima stagione       | 26      | 2020-2021         | inedita         |
| Ventunesima stagione     | 26      | inedita           | inedita         |
| Speciali                 | 4       |                   | inedita         |

### Speciali
| nº | Titolo originale         | Titolo italiano | Prima TV Germania | Prima TV Italia |
| -- | ------------------------ | --------------- | ----------------- | --------------- |
| 1  | Spuren im Schnee         | inedito         | 29 dicembre 2003  | inedito         |
| 2  | Eine Leiche on the Rocks | inedito         | 15 settembre 2005 | inedito         |
| 3  | Der Schein trügt         | inedito         | 20 dicembre 2017  | inedito         |
| 4  | Schußfahrt in den Tod    | inedito         | 13 febbraio 2020  | inedito         |